# Liste der Biografien/Deo
Liste der Biografien |
Portal Biografien |
Personensuche
# |
A |
B |
C |
D |
E |
F |
G |
H |
I |
J |
K |
L |
M |
N |
O |
P |
Q |
R |
S |
T |
U |
V |
W |
X |
Y |
Z |
?
 
Da |
Db |
Dc |
Dd |
De |
Dg |
Dh |
Di |
Dj |
Dk |
Dl |
Dm |
Dn |
Do |
Dq |
Dr |
Ds |
Du |
Dv |
Dw |
Dy |
Dz
 
De A |
De B |
De C |
De D |
De E |
De F |
De G |
De H |
De J |
De K |
De L |
De M |
De N |
De P |
De Q |
De R |
De S |
De T |
De V |
De W |
De Y |
De Z 

Dea |
Deb |
Dec |
Ded |
Dee |
Def |
Deg |
Deh |
Dei |
Dej |
Dek |
Del |
Dem |
Den |
Deo |
Dep |
Deq |
Der |
Des |
Det |
Deu |
Dev |
Dew |
Dex |
Dey |
Dez
Die Liste der Biografien führt alle Personen auf, die in der deutschsprachigen Wikipedia einen Artikel haben. Dieses ist eine Teilliste mit 27 Einträgen von Personen, deren Namen mit den Buchstaben „Deo“ beginnt.

## Deo
- Deo, Bikram Keshari (1952–2009), indischer Politiker der Bharatiya Janata Party
- Deo, Neelam, indische Diplomatin

### Deoc
- Deocar, Abt von Herrieden

### Deod
- Deodato, Eumir (* 1943), brasilianischer Jazz-MusikerEumir Deodato (* 1943)

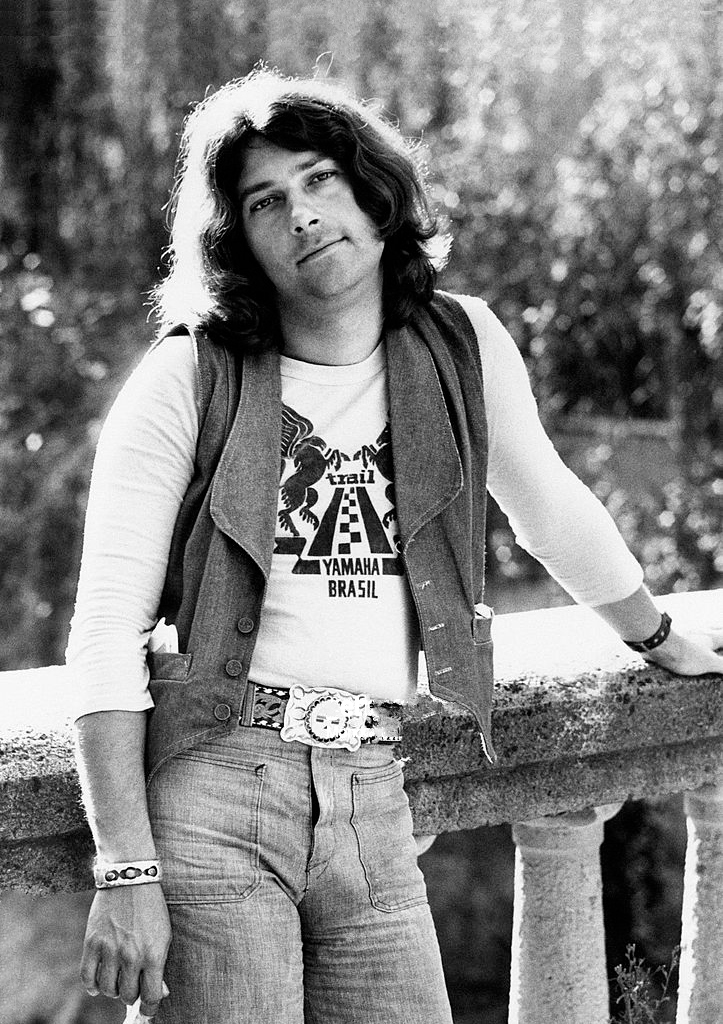
Eumir Deodato (* 1943)

- Deodato, Mike (* 1963), brasilianischer Comiczeichner
- Deodato, Ruggero (1939–2022), italienischer Filmregisseur, Schauspieler und Drehbuchautor
- Deodatus, Heiliger
- Deodatus von Ruticinium († 1391), französischer Franziskaner; römisch-katholischer Heiliger
- Deodatus, Georgius, armenischer Kaufmann, Gastronom und Schriftsteller
- Deodhar, Archana (* 1971), indische Badmintonspielerin
- Deodhar, Suman (* 1930), indische Badmintonspielerin
- Deodhar, Sunder, indische Badmintonspielerin
- Deodhar, Tara (* 1924), indische Badmintonspielerin

### Deok
- Deoka, Daiki (* 1994), japanischer Fußballspieler
- Deokjong (1016–1034), 9. König des Goryeo-Reiches und der Goryeo-Dynastie

### Deol
- Deol, Esha (* 1981), indische Schauspielerin
- Deol, Harleen (* 1998), indische Cricketspielerin
- Deol, Sunny (* 1956), indischer Schauspieler, Filmregisseur, Produzent, Politiker und Parlamentsabgeordneter

### Deom
- Déom, Jérôme (* 1999), belgischer Fußballspieler

### Deon
- Déon, Michel (1919–2016), französischer Schriftsteller
- Deonna, Laurence (1937–2023), Schweizer Journalistin, Schriftstellerin und Fotografin
- Deonna, Raymond (1910–1972), Schweizer Politiker (LPS)

### Deor
- Deorlaf, Bischof von Hereford
- Deorro (* 1991), US-amerikanischer DJ

### Deos
- DeOssie, Zak (* 1984), US-amerikanischer American-Football-Spieler auf der Position des Long Snappers

### Deot
- Deoteria, Geliebte von Theudebert I.
- Déotte, Jean-Louis (1946–2018), französischer Philosoph, Kunst- und Medientheoretiker